# Brampton Battalion
Brampton Battalion byl kanadský juniorský klub ledního hokeje, který sídlil v Bramptonu v provincii Ontario. V letech 1998–2013 působil v juniorské soutěži Ontario Hockey League (dříve Ontario Hockey Association). V roce 2013 byli Battalions přestěhování do North Bay v Ontariu. Své domácí zápasy odehrával v hale Powerade Centre s kapacitou 5 000 diváků. Klubové barvy byly olivová, žlutá, černá a bílá.
Nejznámější hráči, kteří prošli týmem byly např.: Jason Spezza, Rostislav Klesla nebo Kamil Kreps.

## Přehled ligové účasti
Zdroj: 
- 1998–2002: Ontario Hockey League (Středozápadní divize)
- 2002–2013: Ontario Hockey League (Centrální divize)